# Alfred Roth (musiker)
Charles Alfred Roth, född 29 december 1870 i Falun, död 24 april 1947 i London, var en svensk organist och pianist. 
Roth studerade vid Kungliga Musikkonservatoriet för Hilda Thegerström 1889–1897 och vid Pariskonservatoriet för Élie-Miriam Delaborde och Raoul Pugno 1897–1901. Han var organist i Svenska kyrkan i London 1905–1938.
Roth erhöll Litteris et Artibus 1920 och invaldes som associé nr 171 av Kungliga Musikaliska Akademien den 30 mars 1935.
Roth turnerade i Sverige, England, Tyskland och Norge, med bland andra violinisten Sven Kjellström.